# Adorazione dei Magi (Angelico San Marco)
L'Adorazione dei Magi è uno degli affreschi di Beato Angelico che decorano il convento di San Marco a Firenze. Misura 184x362  cm e si tratta di una delle opere sicuramente autografe del maestro, risalente al 1441-1442 circa. Una parte dell'affresco è attribuita anche al giovane allievo Benozzo Gozzoli.

## Storia
L'Angelico si dedicò alla decorazione di San Marco su incarico di Cosimo de' Medici, tra il 1438 e il 1445, anno della sua partenza per Roma, per poi tornarvi negli anni 1450, quando completò alcuni affreschi e si dedicò alla statura di codici miniati per il convento stesso.
Molto si è scritto circa l'autografia dell'Angelico per un complesso di decorazioni di così ampia portata, realizzato in tempi relativamente brevi. Gli affreschi del piano terra vengono concordemente attribuiti all'Angelico, mentre più incerta e discussa è l'attribuzione dei quarantatré affreschi delle celle e dei tre dei corridoio del primo piano. Se i contemporanei come Giuliano Lapaccini attribuiscono tutti gli affreschi all'Angelico, oggi, per un mero calcolo pratico del tempo necessario a un individuo per portare a termine un'opera del genere e per studi stilistici che evidenziano tre o quattro mani diverse, si tende a attribuire all'Angelico l'intera sovrintendenza della decorazione ma l'autografia di solo un ristretto numero di affreschi, mentre i restanti si pensa che vennero dipinti su suo cartone o nel suo stile da allievi, tra cui Benozzo Gozzoli.
L'Adorazione dei Magi si trova nella cella 39 del corridoio Nord, la cella doppia dove risiedettero Cosimo de' Medici e altri ospiti di riguardo del convento (tra cui papa Eugenio IV). L'affresco fa parte di quel ristretto numero di opere di attribuzione diretta al maestro, almeno per una parte sostanziale dell'affresco. La scena viene in genere datata a un periodo vicino alla Crocifissione con i santi, con la quale ha alcune caratteristiche stilistiche in comune, appena dopo il completamento delle celle del lato esterno del corridoio Est. Alcuni mettono questa scena in relazione col Concilio di Firenze, svoltosi nel 1439, per via della presenza di personaggi con fogge orientali.
John Pope-Hennessy attribuisce l'intero disegno all'Angelico, vista anche il prestigio della collocazione, e conferma anche l'intervento del Gozzoli, proposto dalla Gengaro.

## Descrizione e stile
La scena è la più grande del ciclo delle celle ed ha la forma di un lunettone con al centro in incavo che ospita un tabernacolo col Cristo in pietà.
La Madonna, il Bambino e san Giuseppe sono posti alla sinistra, mentre ricevono l'omaggio dei tre re Magi che, uno per volta, si stanno inginocchiando e stanno consegnando i doni. Dietro ad essi si dispiega il corteo, composto da letterati, cavalieri, uomini di scienza e militari. A differenza dello stesso tema trattato nella predella del tabernacolo dei Linaioli (1433-1435), qui la scena è trattata in maniera più tradizionale, con uno sviluppo in orizzontale che è stato messo in relazione con la composizione della Crocefissione con i santi che si trova nella Sala Capitolare del convento. Anche lo sfondo a rocce scheggiate è tratto dalla tradizione. Varie pose dei personaggi si trovano anche in alcune scene della predella della Pala di San Marco.
La luce è diafana e cristallina e dà origine a una cromia tenue e delicata, che, assieme alla ricchezza di personaggi, è una delle caratteristiche migliori dell'opera.